# کوستش
شهر کوستش (به رومانیایی: Costeşti) در شهرستان ارجش در کشور رومانی واقع شده‌است. جمعیت این شهر ۱۲٬۰۹۱ نفر  است.